# Zielone Wyspy
Zielone Wyspy – użytek ekologiczny w województwie pomorskim, w granicach administracyjnych miasta Gdańska, utworzony w ujściu Wisły Śmiałej do Zatoki Gdańskiej, na jej lewym brzegu, w celu ochrony zróżnicowanych siedlisk przyrodniczych oraz cennych z punktu widzenia ochrony gatunkowej roślin i zwierząt.

## Przedmiot ochrony
Użytek powstał 30 kwietnia 2011 na mocy Uchwały nr VII/65/11 Rady Miasta Gdańska z dnia 17 lutego 2011 r. w sprawie ustanowienia użytku ekologicznego „Zielone Wyspy”. Ochroną objęto 33,49 ha szuwarów nadrzecznych i łąk podmokłych. Znajduje się w granicach obszaru mającego znaczenie dla Wspólnoty – Ostoja w Ujściu Wisły (PLH220044), ustanowionego jako OZW w marcu 2009. Nadzór nad „Zielonymi Wyspami” pełni Prezydent Miasta Gdańska.

## Flora

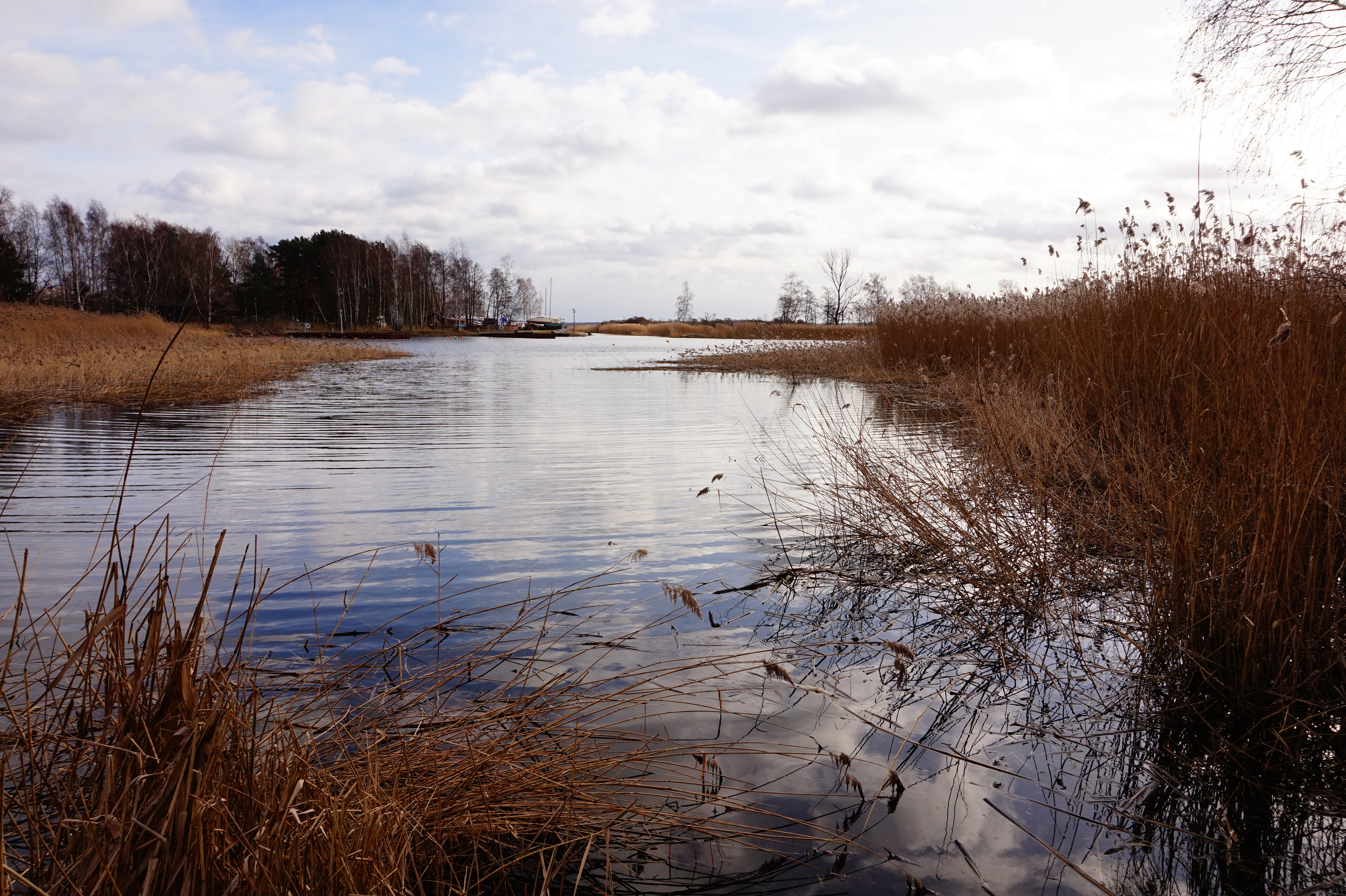
Zielone Wyspy

W obszarze stwierdzono występowanie roślinności halofilnej, m.in.: astra solnego (Tripolium pannonicum), mlecznika nadmorskiego (Lysimachia maritima), sita Gerarda (Juncus Gerardi), koniczyny rozdętej (Trifolium fragiferum) i babki Wintera (Plantago winteri), które tworzą charakterystyczne zespoły roślinności, zwane słonawami. Użytek jest również miejscem obecności rzadkiego w Polsce nasięźrzała pospolitego (Ophioglossum vulgatum), objętego ścisłą ochroną gatunkową i wpisanego na Czerwoną listę roślin i grzybów Polski.

## Fauna
Zaobserwowano 85 gatunków ptaków (w tym 42 gatunki lęgowe), 20 gatunków ryb, 7 gatunków płazów i liczną grupę owadów związanych ze środowiskiem wodnym, w tym Helophorus nubilus z rodziny kałużnicowatych i 10 gatunków ważek. Awifaunę reprezentują m.in.: bączek zwyczajny (Ixobrychus minutus), bąk zwyczajny (Botaurus stellaris), wąsatka (Panurus biarmicus), krwawodziób (Tringa totanus), czajka zwyczajna (Vanellus vanellus), jarzębatka (Sylvia nisoria), gąsiorek (Lanius collurio) i pliszka cytrynowa (Motacilla citreola).

## Kontrowersje
W szczególny sposób przeciw utworzeniu użytku ekologicznego protestowali żeglarze, obawiając się, że zablokuje to rozwój żeglarstwa i turystyki wodnej w Górkach Zachodnich. Przed powstaniem „Zielonych Wysp” na lewym brzegu Wisły Śmiałej znajdowało się siedem przystani żeglarskich, m.in. Jacht Klub im. J. Conrada, Jacht Klub Stoczni Gdańskiej, Akademicki Klub Morski, Narodowe Centrum Żeglarstwa AWFiS. W sprawę zaangażowany był również senator Janusz Rachoń, który uważał, że lewy brzeg Wisły Śmiałej w odcinku ujściowym należy w całości przeznaczyć pod inwestycje związane z rozwojem żeglarstwa i turystyki wodnej.